# Moyen-Congo (province)
Pour les articles homonymes, voir Moyen-Congo.

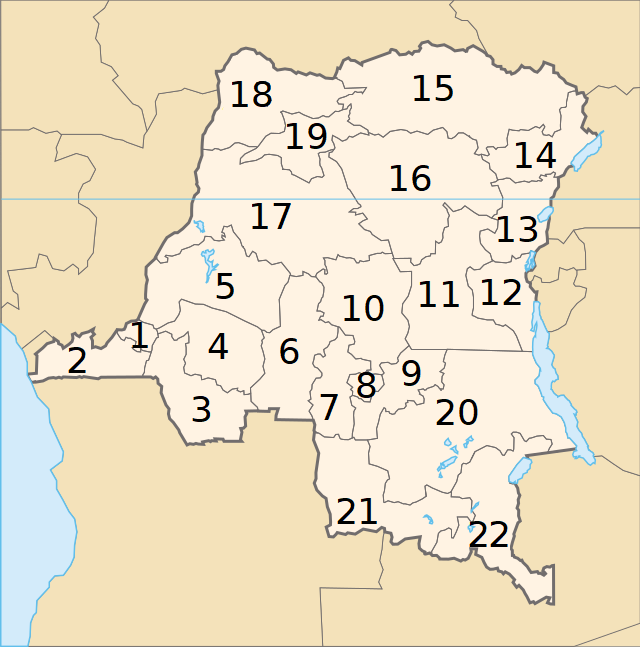
Provinces de la République démocratique du Congo en 1964. La province du Moyen-Congo porte le n°19.

La province du Moyen-Congo est une ancienne province de la république démocratique du Congo.
Elle a été créée en le 5 février 1963, en se séparant de la province de la Cuvette-Centrale, elle-même issue de l'ancienne province de l'Équateur divisée en deux en 1962. Sa capitale était Lisala.
Le 25 avril 1966, le Moyen-Congo a été réuni avec les provinces de l'Ubangi et du Moyen-Congo pour former la province de l'Équateur.

## Histoire
La province a connu des troubles entre ses différentes tribus : Les Budja se plaignaient de la prépondérance des Ngombe dans l'administration provinciale à Lisala. Une province sécessionniste, celle de Bumba, a été formée en avril 1963, avec pour président de conseil provincial Denis Akundji. Cette sécession a pris fin le 30 juillet 1963.
Les présidents du conseil provincial du Moyen-Congo (gouverneurs à partir de 1965) ont été :
- Laurent Eketebi du 6 avril 1963 à juin 1964
- Augustin Engwanda du 23 juin 1964 au 10 août 1965
- Denis Sakombi, du 10 août 1965 au 25 avril 1966.

## Voir
- Historique des divisions administratives de la République démocratique du Congo